# Miloš Biković
Miloš Biković (Beograd, 13. siječnja 1988.) srbijanski je filmski, televizijski i kazališni glumac.
Rođen je 13. siječnja 1988. u Beogradu. Ima 16 godina starijeg brata Aleksandra, koji je postao redovnik i iguman manastira Jovanja. Kada je bio vrlo mlad, roditelji su mu se razveli, a njegov otac se preselio u Njemačku. Završio je XIV. beogradsku gimnaziju, govori srpski, engleski i ruski jezik. Pohađao je školu glume i govora DADOV. Diplomirao je na Fakultetu dramskih umjetnosti u klasi Dragana Petrovića. Kao omiljenog glumca i uzora navodi Zorana Radmilovića, a omiljeni pisac mu je Fjodor Dostojevski.

## Film i televizija
- "Volja sinovljeva" kao vođa Pokislih (2024.)
- "Sluga 2" kao Grisha (2024.)
- "Izazov" kao Vladislav Nikolaev (2023.)
- "Južni vetar: Na granici" kao Petar Maraš (2023.)
- "Južni vetar 2: Ubrzanje" kao Petar Maraš (2022.)
- "Hotel Beograd" kao Pavel Arkadievich (2022.)
- "Lutkice" kao Andrey Mirkin (2022.)
- "Hoću muža" kao Sergey Navashin (2022.)
- "Južni vetar 2: Ubrzanje" kao Petar Maraš (2021.)
- "Južni vetar" kao Petar Maraš (2020.)
- "Magomaev" kao Muslim Magomaev (2020.)
- "Hotel Beograd" kao Pavel Arkadievich (2020.)
- "Balkanska međa" kao Vuk Majevski (2020.)
- "Senke nad Balkanom" kao Josip Broz Tito (2020. – danas)
- "Sluga" kao Grisha (2019.)
- "Koma" kao Astronom (2019.)
- "Krila imperije" kao Sergey Kirsanov Dvinskiy
- "Lajkuj me milion puta" kao Čarli (2019.)
- "Balkanska međa" kao Vuk Majevski (2019.)
- "Grand" kao Pavel Arkadievich (2018.)
- "Južni vetar" kao Petar Maraš (2018.)
- "Izvan granica realnosti" kao Maykl (2018.)
- "Led" kao Leonov (2018.)
- "Mitovi" kao Ilya Petrovich Kurkov/Zevs (2017.)
- "Sumnjiva lica" kao Ljubiša (2016.)
- "Prvaci sveta" kao Radomir Šaper (2016.)
- "Bez granice" kao Igor Gromov (2015.)
- "Za kralja i otadžbinu" kao poručnik Dragutin Garić (2015.)
- "Bezdušni 2" kao Roma Belkin (2015.)
- "Bićemo prvaci sveta" kao Radomir Šaper (2015.)
- "Sunčanica" kao baron Nikolay Alexandrovich Gulbe Levitsky (2014.)
- "Montevideo: Vidimo se" kao Aleksandar Tirnanić Tirke (2014.)
- "Samac u braku" kao Radmilo Tomić (2014.)
- "Ravna gora" kao poručnik Dragutin Garić (2013. – 2014.)
- "Kad ljubav zakasni" kao Radmilo Tomić (2014.)
- "Šešir profesora Koste Vujića" kao Mihailo Petrović Alas (2013.)
- "Great" kao Nikola Radošević (2013.)
- "Šešir profesora Koste Vujića" kao Mihailo Petrović Alas (2012.)
- "Na putu za Montevideo" kao Aleksandar Tirnanić Tirke (2012.)
- "Mešano meso" kao dosadnjaković (2011.)
- "Montevideo: Bog te video" kao Aleksandar Tirnanić Tirke (2010.)
- "Puls" kao Vuk (2010.)
- "Zadatak: 10 minuta" kao Milan (2009.)
- "Vratiće se rode" kao Filip (2007. – 2008.)
- "Bela lađa" kao Filip Pantić (2006. – 2011.)
- "Stižu dolari" kao Nebojša Ljutić (2004. – 2006.)

## Kazalište
Ostvario je značajne uloge u kazalištu, a to su: „Zbogom SFRJ” u Ateljeu 212; „Dama s kamelijama” u Narodnom pozorištu, kao i „Moj sin malo sporije hoda” i „Kad su cvjetale tikve” u Beogradskom dramskom pozorištu koje je ujedno i njegovo matično kazalište. Trenutačno igra u predstavi "Laž" u Beogradskom dramskom pozorišta.